# Іброс
Іброс (ісп. Ibros) — муніципалітет в Іспанії, у складі автономної спільноти Андалусія, у провінції Хаен. Населення — 3144 особи (2010).
Муніципалітет розташований на відстані близько 270 км на південь від Мадрида, 37 км на північний схід від Хаена.
На території муніципалітету розташовані такі населені пункти: (дані про населення за 2010 рік)
- Барріада-дель-Пуенте: 20 осіб
- Іброс: 3124 особи

## Демографія
Динаміка населення (INE ):